# Thomas County (Georgia)
Das Thomas County ist ein County im Bundesstaat Georgia der Vereinigten Staaten. Der Verwaltungssitz (County Seat) ist Thomasville.

## Geographie
Das County liegt im Süden von Georgia, an der Nordgrenze von Florida und hat eine Fläche von 1430 Quadratkilometern, wovon zehn Quadratkilometer Wasserfläche sind, und grenzt im Uhrzeigersinn an folgende Countys: Colquitt County, Brooks County, Grady County und Mitchell County.

## Geschichte
Thomas County wurde am 23. Dezember 1825 als 63. County in Georgia aus Teilen des Decatur County und des Irwin County gebildet. Benannt wurde es, ebenso wie Thomasville,  nach General Jett Thomas, einem Helden des Indianerkrieges von 1812. Er erbaute auch das erste Universitätsgebäude in Athens.

## Demografische Daten

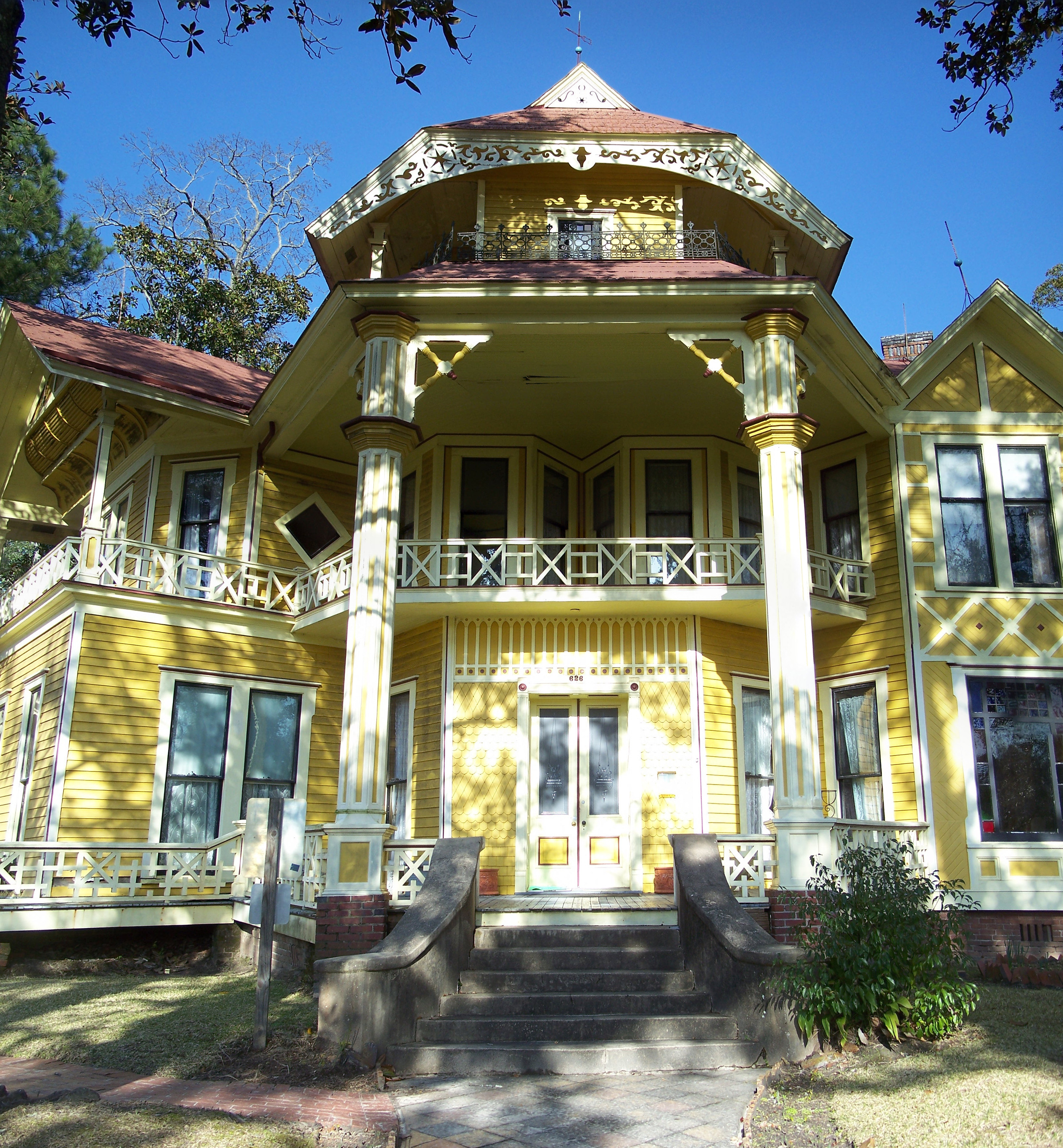
Das Lapham-Patterson House, gelistet im NRHP

Laut der Volkszählung von 2010 verteilten sich die damaligen 44.720 Einwohner auf 17.573 bewohnte Haushalte, was einen Schnitt von 2,50 Personen pro Haushalt ergibt. Insgesamt bestehen 20.177 Haushalte.
68,3 % der Haushalte waren Familienhaushalte (bestehend aus verheirateten Paaren mit oder ohne Nachkommen bzw. einem Elternteil mit Nachkomme) mit einer durchschnittlichen Größe von 3,03 Personen. In 33,8 % aller Haushalte lebten Kinder unter 18 Jahren sowie in 28,0 % aller Haushalte Personen mit mindestens 65 Jahren.
27,4 % der Bevölkerung waren jünger als 20 Jahre, 23,0 % waren 20 bis 39 Jahre alt, 28,4 % waren 40 bis 59 Jahre alt und 21,0 % waren mindestens 60 Jahre alt. Das mittlere Alter betrug 40 Jahre. 47,4 % der Bevölkerung waren männlich und 52,6 % weiblich.
59,6 % der Bevölkerung bezeichneten sich als Weiße, 36,9 % als Afroamerikaner, 0,4 % als Indianer und 0,7 % als Asian Americans. 1,2 % gaben die Angehörigkeit zu einer anderen Ethnie und 1,2 % zu mehreren Ethnien an. 2,9 % der Bevölkerung bestand aus Hispanics oder Latinos.
Das durchschnittliche Jahreseinkommen pro Haushalt lag bei 38.241 USD, dabei lebten 21,3 % der Bevölkerung unter der Armutsgrenze.

## Orte im Thomas County
Orte im Thomas County mit Einwohnerzahlen der Volkszählung von 2010:
Cities:
- Barwick – 386 Einwohner
- Boston – 1.315 Einwohner
- Coolidge – 525 Einwohner
- Meigs – 1.035 Einwohner
- Pavo – 627 Einwohner
- Thomasville (County Seat) – 18.413 Einwohner

Town:
- Ochlocknee – 676 Einwohner